# Соукалова, Габриэла
Габриэ́ла Со́укалова (чеш. Gabriela Soukalová, в первом браке Ко́укалова; род. 1 ноября 1989[…], Яблонец-над-Нисоу, Северочешский край[…], Чехословакия) — чешская биатлонистка, двукратный серебряный призёр, а также бронзовый призер в эстафете Олимпийских игр 2014 года, двукратная чемпионка мира 2015 года в смешанной эстафете и 2017 года в спринте. Обладательница Кубка мира 2015/16. Обладательница малых хрустальных глобусов сезона 2013/2014 по программе индивидуальных гонок; сезона 2015/2016 по программе спринтерских гонок, гонок преследования и масс-стартов; сезона 2016/2017 по программе спринтерских гонок и масс-стартов. Чемпионка мира по летнему биатлону 2014 года в смешанной эстафете. Телеведущая на чешском телеканале Prima.

## Семья
Мать Габриэла Соукалова-Свободова выступала в лыжных гонках, представляя Чехословакию, в 1984 году стала призёром Олимпийских игр в эстафетной гонке, а позже оказывала дочери помощь в тренировках в качестве личного тренера. Отец — тренер по биатлону, первый тренер дочери.
13 мая 2016 года Габриэла Соукалова вышла замуж за 30-летнего бадминтониста Петра Коукала и взяла его фамилию — Коукалова, в сентябре — октябре 2020 года они развелись.
В марте 2021 года Коукалова заявила, что беременна от Милоша Кадержабека и о возвращении фамилии Соукалова.17 сентября 2021 года у пары родилась дочь Изабелка.

## Спортивная карьера
Начала выступать в 2005 году. За несколько лет она добилась неплохих результатов на национальном уровне и привлекла внимание тренеров сборной страны в своей возрастной группе.
В 2007 году впервые была привлечена на сбор с национальной командой, в 2008 году дебютировала на юниорском чемпионате мира. Соукалова оказалась хуже очень многих как по скорости бега, так и по точности стрельбы и за три гонки ни разу не финишировала выше 22 места. В сезоне 2008/09 участвовала в чешском этапе континентального Кубка и вновь в юниорском чемпионате мира. В эстафете завоевала золотую медаль, несмотря на неидеальную стрельбу.
В декабре 2009 года провела первую гонку на Кубке мира. Скорость на лыжне не позволяла бороться за места в очковой зоне, и после нескольких гонок на этом уровне Соукалова была переведена обратно на континентальные соревнования. За шесть этапов достигла уровня лидеров этой серии, регулярно финишировала на подиумных позициях и выиграла серебряную медаль в спринтерской гонке на чемпионате Европы. Принимала участие на чемпионате мира, вошла в основной состав команды в Кубке мира.

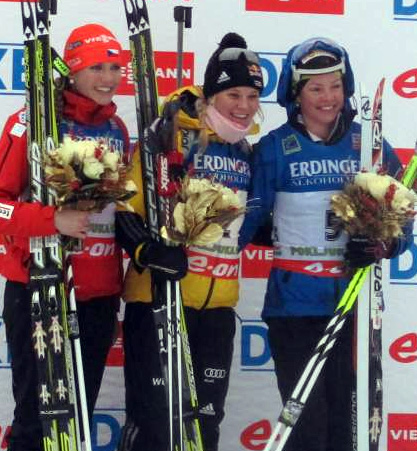
Габриэла Соукалова, Мириам Гёсснер и Мари Дорен-Абер лучшие в гонке преследования на этапе Кубка мира в Поклюке в сезоне 2012/2013

В декабре 2011 года на этапе Кубка мира в Австрии Соукалова помогла чешской эстафетной команде завоевать второе место в смешанной эстафете. Резко прибавила в межсезонье 2012 года и с первых гонок сезона 2012/13 заявила о себе как о потенциальном новом лидере Кубка мира, начав регулярно попадать в очковую зону. На третьем этапе отметилась тремя подиумными финишами и одержала дебютную победу на этом уровне — в спринтерской гонке. Выход на новый уровень потребовал слишком больших изменений в подготовке, что в итоге сказалось на здоровье: небольшая простуда привела к пропуску нескольких этапов и снижению результатов. Проблемы постепенно удалось преодолеть, и к концу года чешка вновь набрала свою лучшую форму, отличившись тремя победами в личных гонках на этапе в Ханты-Мансийске и завершив год на шестой строчке в общем зачёте мирового Кубка.
В первой гонке нового олимпийского сезона в шведском Эстерсунде Соукалова вместе с Вероникой Витковой, Зденеком Витеком и Ондржеем Моравцом одержала победу в смешанной эстафете. Чехи на 10 секунд опередили норвежцев. В первой личной гонке сезона — индивидуальной — Соукалова с двумя минутами штрафа также одержала победу, впервые в карьере примерив желтую майку. Выиграв ещё одну индивидуальную гонку на этапе в Рупольдинге, чешка завоевала малый хрустальный глобус в этой дисциплине. В спринте на этапе в Антхольце Габриэла была дисквалифицирована за неверные манипуляции с оружием при замене винтовки со сломанным затвором.
На Олимпийских играх впервые выступила ещё в 2010 году в Ванкувере (в личном первенстве оказалась 60-й, в эстафете — 16-й). Через четыре года на Олимпиаде в Сочи в спринте стала 29-й, в гонке преследования — четвёртой, в индивидуальной гонке снова 4-й. В масс-старте заняла второе место. Свою вторую серебряную медаль на Олимпиаде завоевала в смешанной эстафете. В эстафетной гонке чешки финишировали четвёртыми, но после дисквалификации россиянок, завоевавших серебро, Соукалова в составе команды стала бронзовым призёром.
После выступления на Олимпиаде из-за болезни пропустила этап в Поклюке, потеряв шансы на борьбу за Кубок мира. Вернувшись, на этапе в Контиолахти завоевала бронзовую медаль в спринтерской гонке. Последний этап в Хольменколлене Соукалова проводила на фоне усталости, лучшим результатом стало пятое место в спринте. В общем зачете Кубка мира 2013/2014 заняла в итоге четвёртое место.
Перед началом сезона 2014/15 Соукалова приболела, из-за чего подготовка получилась смазанной. На первом этап в Эстерсунде из-за плохой формы не была заявлена в смешанную эстафету. В своём первом старте, индивидуальной гонке, не набрала очков, показав только 62-й результат. Последующие гонки также неудачны: в спринте — 29-я, в преследовании — 21-я. На втором этапе в Хохфильцене Соукалова завоевала бронзовую медаль в эстафете. На этапе в Поклюке победила в спринтерской гонке. Четвёртый этап Кубка мира в Оберхофе начался с победы в эстафетной гонке. На пятом этапе в Рупольдинге чешки повторили свой успех в эстафете На шестом этапе в Антхольце личные гонки сложились для Соукаловой неудачно: 23 место в спринте и 21 в гонке преследования. Эстафетная гонка принесла серебро. На домашнем этапе в чешском Нове-Место Соукалова выиграла серебро в составе смешанной эстафеты. На последнем этапе перед чемпионатом мира в норвежском Хольменколлене — девятая в индивидуальной гонке и пятая в спринте. В эстафете Габриэла бежала свой второй этап, в итоге чешки одержали третью победу в сезоне.
На чемпионате мира в Контиолахти Соукалова впервые стала чемпионкой, одержав победу в смешанной эстафете. В спринтерской гонке заняла 18-е место с тремя промахами на стойке, а в гонке преследования — пятое. В индивидуальной гонке выиграла серебряную медаль.
На заключительном этапе в Ханты-Мансийске в последней гонке сезона Соукалова выиграла серебряную медаль в гонке с общего старта. В итоговом зачете завершила сезон на шестом месте.
В сезоне 2015/2016 на 5 этапе 14 января 2016 года Соукаловой даже незакрытые мишени не помешали подняться на пьедестал почёта. Она продолжала лидировать в общем зачете Кубка мира. 16 января в Рупольдинге в рамках пятого этапа Кубка мира победила в масс-старте. Эта победа стала для неё десятой в Кубке мира. Среди побед также и командное серебро в женской эстафете (Антерсельва, 24 января 2016) и третье место в масс-старте в Кэнморе. В Преск-Айл 11 и 12 февраля 2016 года стала лучшей в спринте и гонке преследования. 13 февраля победила в Эстафете. В спринте (Россия, Ханты-Мансийск, 17 марта 2016) завоевала Малый Хрустальный глобус (413 очков). На следующий день была четвёртой в гонке преследования. Завоевала Малый Хрустальный глобус в масс-старте (241 очко). В течение всего Кубка мира лидировала в общем зачёте и 20 марта выиграла Большой Хрустальный глобус (1074 очка).
В начале нового сезона 2016/2017, начавшемся в Эстерсунде 27 ноября 2016 года, заняла 7-е место в смешанной эстафете. 3 декабря заняла третье место в спринтерской гонке на 7,5 км, а 4 декабря — первое место в гонке преследования. Победила в масс-старте (3-й этап, Нове Место), опередив Лауру Дальмайер и Доротею Вирер.
По итогам сезона 2016/2017 Коукалова получила более 5,7 млн крон (до налогов) от IBU и Чешского союза биатлона. Также возможные гонорары по личным рекламным контрактам составили около 5 млн крон.
Перед началом Олимпийского сезона 2017/2018 стало известно, что Коукалова испытывает проблемы с икроножными мышцами и пропустит начало сезона. Её участие в Олимпиаде в Пхёнчхане оказывалось под вопросом.
В январе 2018 года было объявлено о том, что Габриэла Коукалова пропустит Олимпиаду-2018 в Пхёнчхане и досрочно завершит сезон.
7 апреля 2018 года биатлонистка на своей странице в Facebook и в СМИ во время акции по уборке мусора сообщила о пропуске сезона 2018/2019 и неуверенности в дальнейшем продолжении карьеры, а 28 мая там же опубликовала объявление о завершении выступлений в профессиональном спорте.
28 мая 2019 года приняла решение завершить карьеру.

## Статистика выступления на Олимпийских играх
| Год  | Место проведения | Спринт | Гонка преследования | Индивидуальная гонка | Масс-старт | Эстафета | Смешанная эстафета |
| ---- | ---------------- | ------ | ------------------- | -------------------- | ---------- | -------- | ------------------ |
| 2010 | Ванкувер         | —      | —                   | 60                   | —          | 16       |                    |
| 2014 | Сочи             | 26     | 4                   | 4                    | 2          | 3        | 2                  |

## Статистика выступления на чемпионатах мира
| Год  | Место проведения | Спринт | Гонка преследования | Индивидуальная гонка | Масс-старт | Эстафета | Смешанная эстафета |
| ---- | ---------------- | ------ | ------------------- | -------------------- | ---------- | -------- | ------------------ |
| 2011 | Ханты-Мансийск   | 25     | 22                  | 47                   | —          | 11       | 11                 |
| 2013 | Нове-Место       | 14     | 20                  | 12                   | 18         | 10       | 3                  |
| 2015 | Контиолахти      | 18     | 5                   | 2                    | 5          | 8        | 1                  |
| 2016 | Хольменколлен    | 4      | 11                  | 5                    | 4          | 6        | 6                  |
| 2017 | Хохфильцен       | 1      | 3                   | 2                    | 4          | 4        | 7                  |

## Результаты в Кубке мира
| 2016/2017 Итоги | 2016/2017 Итоги | Эстерсунд | Эстерсунд | Эстерсунд | Эстерсунд | Поклюка | Поклюка | Поклюка | Нове-Место | Нове-Место | Нове-Место | Оберхоф | Оберхоф | Оберхоф | Рупольдинг | Рупольдинг | Рупольдинг | Антхольц | Антхольц | Антхольц | ЧМ Хохфильцен | ЧМ Хохфильцен | ЧМ Хохфильцен | ЧМ Хохфильцен | ЧМ Хохфильцен | ЧМ Хохфильцен | Пхёнчхан | Пхёнчхан | Пхёнчхан | Контиолахти | Контиолахти | Контиолахти | Холменколлен | Холменколлен | Холменколлен |
| Очков           | Место           | См        | Инд       | Спр       | Пр        | Спр     | Пр      | Эст     | Спр        | Пр         | МС         | Спр     | Пр      | МС      | Спр        | Пр         | Эст        | Инд      | МС       | Эст      | См            | Спр           | Пр            | Инд           | Эст           | МС            | Спр      | Пр       | Эст      | Спр         | Пр          | См          | Спр          | Пр           | МС           |
| 1089            | 2               | 7         | 17        | 3         | 1         | 7       | 26      | 4       | 13         | 8          | 1          | 1       | 2       | 1       | 2          | 2          | 6          | 24       | 3        | —        | 7             | 1             | 3             | 2             | 4             | 4             | 21       | 8        | 3        | 13          | 10          | —           | 4            | 2            | 2            |

| 2015/2016 Итоги | 2015/2016 Итоги | Эстерсунд | Эстерсунд | Эстерсунд | Эстерсунд | Хохфильцен | Хохфильцен | Хохфильцен | Поклюка | Поклюка | Поклюка | Рупольдинг | Рупольдинг | Рупольдинг | Рупольдинг | Рупольдинг | Рупольдинг | Антхольц | Антхольц | Антхольц | Канмор | Канмор | Канмор | Преск-Айл | Преск-Айл | Преск-Айл | ЧМ Холменколлен | ЧМ Холменколлен | ЧМ Холменколлен | ЧМ Холменколлен | ЧМ Холменколлен | ЧМ Холменколлен | Ханты-Мансийск | Ханты-Мансийск | Ханты-Мансийск |
| Очков           | Место           | См        | Инд       | Спр       | Пр        | Спр        | Пр         | Эст        | Спр     | Пр      | МС      | Спр        | Пр         | МС         | Инд        | МС         | Эст        | Спр      | Пр       | Эст      | Спр    | МС     | См     | Спр       | Пр        | Эст       | См              | Спр             | Пр              | Инд             | Эст             | МС              | Спр            | Пр             | МС             |
| 1074            | 1               | 3         | 5         | 1         | 5         | 8          | 3          | 6          | 5       | 4       | 2       | 2          | 2          | 7          | 3          | 1          | —          | 9        | 7        | 2        | 7      | 3      | 10     | 1         | 1         | 1         | 6               | 4               | 11              | 5               | 6               | 4               | 2              | 4              | —              |

| 2014/15 Итоги | 2014/15 Итоги | Эстерсунд | Эстерсунд | Эстерсунд | Эстерсунд | Хохфильцен | Хохфильцен | Хохфильцен | Поклюка | Поклюка | Поклюка | Оберхоф | Оберхоф | Оберхоф | Рупольдинг | Рупольдинг | Рупольдинг | Антхольц | Антхольц | Антхольц | Нове-Место | Нове-Место | Нове-Место | Холменколлен | Холменколлен | Холменколлен | ЧМ Контиолахти | ЧМ Контиолахти | ЧМ Контиолахти | ЧМ Контиолахти | ЧМ Контиолахти | ЧМ Контиолахти | Ханты-Мансийск | Ханты-Мансийск | Ханты-Мансийск |
| Очков         | Место         | См        | Инд       | Спр       | Пр        | Спр        | Эст        | Пр         | Спр     | Пр      | МС      | Эст     | Спр     | МС      | Эст        | Спр        | МС         | Спр      | Пр       | Эст      | См         | Спр        | Пр         | Инд          | Спр          | Эст          | См             | Спр            | Пр             | Инд            | Эст            | МС             | Спр            | Пр             | МС             |
| 752           | 6             | —         | 62        | 29        | 21        | 31         | 3          | 18         | 1       | 20      | 4       | 1       | 6       | 10      | 1          | 13         | 9          | 23       | 21       | 2        | 2          | 20         | 5          | 9            | 5            | 1            | 1              | 18             | 5              | 2              | 8              | 5              | 10             | 10             | 2              |

| 2013/14 Итоги | 2013/14 Итоги | Эстерсунд | Эстерсунд | Эстерсунд | Эстерсунд | Хохфильцен | Хохфильцен | Хохфильцен | Анси | Анси | Анси | Оберхоф | Оберхоф | Оберхоф | Рупольдинг | Рупольдинг | Рупольдинг | Антхольц | Антхольц | Антхольц | ОИ Сочи | ОИ Сочи | ОИ Сочи | ОИ Сочи | ОИ Сочи | ОИ Сочи | Поклюка | Поклюка | Поклюка | Контиолахти | Контиолахти | Контиолахти | Холменколлен | Холменколлен | Холменколлен |
| Очков         | Место         | См        | Инд       | Спр       | Пр        | Спр        | Эст        | Пр         | Эст  | Спр  | Пр   | Спр     | Пр      | МС      | Эст        | Инд        | Пр         | Спр      | Пр       | Эст      | Спр     | Пр      | Инд     | МС      | См      | Эст     | Спр     | Пр      | МС      | Спр         | Спр         | Пр          | Спр          | Пр           | МС           |
| 613           | 4             | 1         | 1         | 6         | —         | 23         | 12         | 9          | 10   | 4    | 4    | 26      | 12      | 13      | 7          | 1          | 1          | DSQ      | —        | —        | 26      | 4       | 4       | 2       | 2       | 3       | —       | —       | —       | 7           | 3           | 29          | 5            | 14           | 17           |

| 2012/13 Итоги | 2012/13 Итоги | Эстерсунд | Эстерсунд | Эстерсунд | Эстерсунд | Хохфильцен | Хохфильцен | Хохфильцен | Поклюка | Поклюка | Поклюка | Оберхоф | Оберхоф | Оберхоф | Рупольдинг | Рупольдинг | Рупольдинг | Антхольц | Антхольц | Антхольц | ЧМ Нове-Место | ЧМ Нове-Место | ЧМ Нове-Место | ЧМ Нове-Место | ЧМ Нове-Место | ЧМ Нове-Место | Холменколлен | Холменколлен | Холменколлен | Сочи | Сочи | Сочи | Ханты-Мансийск | Ханты-Мансийск | Ханты-Мансийск |
| Очков         | Место         | См        | Инд       | Спр       | Пр        | Спр        | Пр         | Эст        | Спр     | Пр      | МС      | Эст     | Спр     | Пр      | Эст        | Спр        | МС         | Спр      | Пр       | Эст      | См            | Спр           | Пр            | Инд           | Эст           | МС            | Спр          | Пр           | МС           | Инд  | Спр  | Эст  | Спр            | Пр             | МС             |
| 800           | 6             | 3         | 10        | 14        | 13        | 14         | 11         | 10         | 1       | 2       | 3       | —       | —       | —       | 3          | 11         | 30         | 10       | 13       | —        | 3             | 14            | 20            | 12            | 10            | 18            | 14           | 35           | 17           | 8    | 17   | 9    | 1              | 1              | 1              |

| 2011/12 Итоги | 2011/12 Итоги | Эстерсунд | Эстерсунд | Эстерсунд | Хохфильцен | Хохфильцен | Хохфильцен | Хохфильцен | Хохфильцен | Хохфильцен | Оберхоф | Оберхоф | Оберхоф | Нове-Место | Нове-Место | Нове-Место | Антхольц | Антхольц | Антхольц | Холменколлен | Холменколлен | Холменколлен | Контиолахти | Контиолахти | Контиолахти | ЧМ Рупольдинг | ЧМ Рупольдинг | ЧМ Рупольдинг | ЧМ Рупольдинг | ЧМ Рупольдинг | ЧМ Рупольдинг | Ханты-Мансийск | Ханты-Мансийск | Ханты-Мансийск |
| Очков         | Место         | Инд       | Спр       | Пр        | Спр        | Пр         | Эст        | Спр        | Пр         | См         | Эст     | Спр     | МС      | Инд        | Спр        | Пр         | Спр      | МС       | Эст      | Спр          | Пр           | МС           | Спр         | Пр          | См          | См            | Спр           | Пр            | Инд           | Эст           | МС            | Спр            | Пр             | МС             |
| 4             | 93            | —         | —         | —         | —          | —          | 10         | —          | —          | 2          | —       | —       | —       | 83         | 43         | 37         | 53       | —        | 11       | —            | —            | —            | —           | —           | —           | —             | —             | —             | —             | —             | —             | —              | —              | —              |

| 2010/11 Итоги | 2010/11 Итоги | Эстерсунд | Эстерсунд | Эстерсунд | Хохфильцен | Хохфильцен | Хохфильцен | Поклюка | Поклюка | Поклюка | Оберхоф | Оберхоф | Оберхоф | Рупольдинг | Рупольдинг | Рупольдинг | Антхольц | Антхольц | Антхольц | Преск-Айл | Преск-Айл | Преск-Айл | Форт-Кент | Форт-Кент | Форт-Кент | ЧМ Ханты-Мансийск | ЧМ Ханты-Мансийск | ЧМ Ханты-Мансийск | ЧМ Ханты-Мансийск | ЧМ Ханты-Мансийск | ЧМ Ханты-Мансийск | Холменколлен | Холменколлен | Холменколлен |
| Очков         | Место         | Инд       | Спр       | Пр        | Спр        | Пр         | Эст        | Инд     | Спр     | См      | Эст     | Спр     | МС      | Инд        | Спр        | Пр         | Спр      | МС       | Эст      | Спр       | См        | Пр        | Спр       | Пр        | МС        | См                | Спр               | Пр                | Инд               | Эст               | МС                | Спр          | Пр           | МС           |
| 35            | 68            | —         | —         | —         | —          | —          | —          | —       | —       | —       | —       | —       | —       | —          | —          | —          | —        | —        | —        | —         | —         | —         | —         | —         | —         | 11                | 25                | 22                | 47                | 11                | —                 | 48           | 52           | —            |

| 2009/10 Итоги | 2009/10 Итоги | Эстерсунд | Эстерсунд | Эстерсунд | Хохфильцен | Хохфильцен | Хохфильцен | Поклюка | Поклюка | Поклюка | Оберхоф | Оберхоф | Оберхоф | Рупольдинг | Рупольдинг | Рупольдинг | Антхольц | Антхольц | Антхольц | ОИ Ванкувер | ОИ Ванкувер | ОИ Ванкувер | ОИ Ванкувер | ОИ Ванкувер | Контиолахти | Контиолахти | Контиолахти | Холменколлен | Холменколлен | Холменколлен | Ханты-Мансийск | Ханты-Мансийск | Ханты-Мансийск |
| Очков         | Место         | Инд       | Спр       | Эст       | Спр        | Пр         | Эст        | Инд     | Спр     | Пр      | Эст     | Спр     | МС      | Спр        | МС         | Эст        | Инд      | Спр      | Пр       | Спр         | Пр          | Инд         | МС          | Эст         | См          | Спр         | Пр          | Спр          | Пр           | МС           | Спр            | МС             | См             |
| —             | 102           | —         | —         | —         | 99         | —          | —          | —       | —       | —       | —       | —       | —       | 64         | —          | 6          | —        | —        | —        | —           | —           | 60          | —           | 16          | —           | —           | —           | 52           | 54           | —            | 53             | —              | 7              |

### Итоговая статистика выступлений по сезонам
| Сезон   | Индивидуальные гонки | Спринтерские гонки | Гонки преследования | Масс-старты | Общий зачёт |
| ------- | -------------------- | ------------------ | ------------------- | ----------- | ----------- |
| 2009/10 |                      |                    |                     |             | 102         |
| 2010/11 |                      | 67                 | 60                  |             | 68          |
| 2011/12 |                      |                    | 74                  |             | 93          |
| 2012/13 | 7                    | 6                  | 8                   | 7           | 6           |
| 2013/14 | 1                    | 5                  | 10                  | 23          | 4           |
| 2014/15 | 6                    | 9                  | 7                   | 4           | 6           |
| 2015/16 | 3                    | 1                  | 1                   | 1           | 1           |
| 2016/17 | 4                    | 1                  | 2                   | 1           | 2           |

### Победы
| #   | Дата            | Место проведения | Дисциплина           |
| --- | --------------- | ---------------- | -------------------- |
| 1.  | 14 декабря 2012 | Поклюка          | Спринт               |
| 2.  | 14 марта 2013   | Ханты-Мансийск   | Спринт               |
| 3.  | 16 марта 2013   | Ханты-Мансийск   | Гонка преследования  |
| 4.  | 17 марта 2013   | Ханты-Мансийск   | Масс-старт           |
| 5.  | 28 ноября 2013  | Эстерсунд        | Индивидуальная гонка |
| 6.  | 10 января 2014  | Рупольдинг       | Индивидуальная гонка |
| 7.  | 12 января 2014  | Рупольдинг       | Гонка преследования  |
| 8.  | 18 декабря 2014 | Поклюка          | Спринт               |
| 9.  | 5 декабря 2015  | Эстерсунд        | Спринт               |
| 10. | 16 января 2016  | Рупольдинг       | Масс-старт           |
| 11. | 11 февраля 2016 | Преск-Айл        | Спринт               |
| 12. | 12 февраля 2016 | Преск-Айл        | Гонка преследования  |
| 13. | 4 декабря 2016  | Эстерсунд        | Гонка преследования  |
| 14. | 18 декабря 2016 | Нове-Место       | Масс-старт           |
| 15. | 6 января 2017   | Оберхоф          | Спринт               |
| 16. | 8 января 2017   | Оберхоф          | Масс-старт           |
| 17. | 10 февраля 2017 | Хохфильцен1      | Спринт               |

### Вторые места
| #   | Дата            | Место проведения | Дисциплина           |
| --- | --------------- | ---------------- | -------------------- |
| 1.  | 15 декабря 2012 | Поклюка          | Гонка преследования  |
| 2.  | 17 февраля 2014 | ОИ Сочи          | Масс-старт           |
| 3.  | 11 марта 2015   | ЧМ Контиолахти   | Индивидуальная гонка |
| 4.  | 22 марта 2015   | Ханты-Мансийск   | Масс-старт           |
| 5.  | 20 декабря 2015 | Поклюка          | Масс-старт           |
| 6.  | 8 января 2016   | Рупольдинг       | Спринт               |
| 7.  | 9 января 2016   | Рупольдинг       | Гонка преследования  |
| 8.  | 17 марта 2016   | Ханты-Мансийск   | Спринт               |
| 9.  | 7 января 2017   | Оберхоф          | Гонка преследования  |
| 10. | 14 января 2017  | Рупольдинг       | Спринт               |
| 11. | 15 января 2017  | Рупольдинг       | Гонка преследования  |
| 12. | 15 февраля 2017 | Хохфильцен1      | Индивидуальная гонка |
| 13. | 18 марта 2017   | Хольменколлен    | Гонка преследования  |
| 14. | 19 марта 2017   | Хольменколлен    | Масс-старт           |

### Третьи места
| #  | Дата            | Место проведения     | Дисциплина           |
| -- | --------------- | -------------------- | -------------------- |
| 1. | 16 декабря 2012 | Поклюка              | Масс-старт           |
| 2. | 21 февраля 2014 | ОИ Сочи              | Эстафета             |
| 3. | 15 марта 2014   | Контиолахти          | Спринт               |
| 4. | 12 декабря 2015 | Хохфильцен           | Гонка преследования  |
| 5. | 14 января 2016  | Рупольдинг           | Индивидуальная гонка |
| 6. | 6 февраля 2016  | Канмор               | Масс-старт           |
| 7. | 3 декабря 2016  | Эстерсунд            | Спринт               |
| 8. | 21 января 2017  | Антхольц-Антерсельва | Масс-старт           |
| 9. | 12 февраля 2017 | Хохфильцен1          | Гонка преследования  |

Примечания:
1.↑  В рамках чемпионата мира 2017 года

### Призовые места в эстафетных гонках
| #   | Сезон   | Соревнование     | Дисциплина         | Место проведения     | Этап | Результат |
| --- | ------- | ---------------- | ------------------ | -------------------- | ---- | --------- |
| 1.  | 2011/12 | Кубок мира       | Смешанная эстафета | Хохфильцен           | 2    | 2         |
| 2.  | 2012/13 | Кубок мира       | Смешанная эстафета | Эстерсунд            | 2    | 3         |
| 3.  | 2012/13 | Кубок мира       | Эстафета           | Рупольдинг           | 2    | 3         |
| 4.  | 2012/13 | Чемпионат мира   | Смешанная эстафета | Нове-Место           | 2    | 3         |
| 5.  | 2013/14 | Кубок мира       | Смешанная эстафета | Эстерсунд            | 2    | 1         |
| 6.  | 2013/14 | Олимпийские игры | Смешанная эстафета | Сочи                 | 2    | 2         |
| 7.  | 2013/14 | Олимпийские игры | Эстафета           | Сочи                 | 2    | 3         |
| 8.  | 2014/15 | Кубок мира       | Эстафета           | Хохфильцен           | 2    | 3         |
| 9.  | 2014/15 | Кубок мира       | Эстафета           | Оберхоф              | 2    | 1         |
| 10. | 2014/15 | Кубок мира       | Эстафета           | Рупольдинг           | 2    | 1         |
| 11. | 2014/15 | Кубок мира       | Эстафета           | Антхольц-Антерсельва | 2    | 2         |
| 12. | 2014/15 | Кубок мира       | Смешанная эстафета | Нове-Место           | 2    | 2         |
| 13. | 2014/15 | Кубок мира       | Эстафета           | Хольменколлен        | 2    | 1         |
| 14. | 2014/15 | Чемпионат мира   | Смешанная эстафета | Контиолахти          | 2    | 1         |
| 15. | 2015/16 | Кубок мира       | Смешанная эстафета | Эстерсунд            | 2    | 3         |
| 16. | 2015/16 | Кубок мира       | Эстафета           | Антхольц-Антерсельва | 3    | 2         |
| 17. | 2015/16 | Кубок мира       | Эстафета           | Преск-Айл            | 3    | 1         |
| 18. | 2016/17 | Кубок мира       | Эстафета           | Пхёнчхан             | 4    | 3         |

## Статистика выступлений на Кубке IBU (Европы)

### Итоговая статистика выступлений по сезонам
| Сезон   | Индивидуальные гонки | Спринтерские гонки | Гонки преследования | Общий зачёт |
| ------- | -------------------- | ------------------ | ------------------- | ----------- |
| 2008/09 |                      |                    |                     |             |
| 2009/10 |                      | 44                 |                     | 70          |
| 2010/11 |                      | 1                  | 5                   | 8           |

### Призовые места на Кубке IBU (Европы)
| Дисциплина          | Место проведения | Сезон   | Результат |
| ------------------- | ---------------- | ------- | --------- |
| Спринт              | Обертиллиах      | 2010/11 | 1-я       |
| Гонка преследования | Обертиллиах      | 2010/11 | 1-я       |
| Спринт              | Нове-Место       | 2010/11 | 2-я       |
| Спринт              | Мартелло         | 2010/11 | 3-я       |

### Чемпионат Европы
| Дисциплина | Место проведения | Год                               | Результат |
| ---------- | ---------------- | --------------------------------- | --------- |
| Спринт     | Риднау           | Чемпионат Европы по биатлону 2011 | 2         |

### Юниорский чемпионат мира
| Дисциплина | Место проведения | Год                                           | Результат |
| ---------- | ---------------- | --------------------------------------------- | --------- |
| Эстафета   | Кэнмор           | Чемпионат мира по биатлону среди юниоров 2009 | 1         |